# Бровко, Эдуард Павлович
Эдуард Павлович Бровко (25 января 1936, Днепропетровск — 13 апреля 1998, Днепропетровск) — советский тяжелоатлет, тренер, трёхкратный чемпион СССР (1962, 1963, 1966), бронзовый призёр чемпионата Европы (1963) и мира (1963). Установил 4 рекорда СССР (все в толчке). Заслуженный мастер спорта СССР (1966). Заслуженный тренер СССР (1979).

## Биография
Родился 25 января 1936 года в Днепропетровске.
Начал заниматься тяжёлой атлетикой под руководством Зиновия Архангородского.
В 1961—1966 годах был одним из ведущих советских атлетов полутяжёлого веса, трижды становился чемпионом СССР и дважды серебряным призёром чемпионатов страны. В 1963 году участвовал в чемпионате мира и Европы в Стокгольме и завоевал бронзовые медали этих соревнований.
В 1964 году окончил Киевский государственный институт физической культуры. После завершения спортивной карьеры на протяжении многих лет был главным тренером Днепропетровской области по тяжёлой атлетике и возглавлавлял областную федерацию по этому виду спорта. В числе его наиболее известных учеников олимпийский чемпион Султан Рахманов.
Умер 13 апреля 1998 года в Днепропетровске. Похоронен на Сурско-Литовском кладбище Днепра.